# Дом просветительных учреждений в память 19 февраля 1861 года
Дом просветительных учреждений в память 19 февраля 1861 года — памятник архитектуры. Расположен в Адмиралтейском районе Санкт-Петербурга, современный адрес дома — набережная Обводного канала, 181.
До того, как Н. В. Дмитриев приобрёл участок (ориентировочно в 1908 году), он принадлежал наследникам купца Александра Алексеевича Захарова (начиная с сына, Александра Алексеевича Захарова, в 1896 году; тогда на участке стоял склад каменного угля Густава Богдановича Винклера).
Здание было построено в рабочем районе и посвящено 50-тилетию со дня отмены крепостного права в России. Здание было построено с помощью ссуды в Городском кредитном обществе, в число пайщиков входили Н. В. Дмитриев (инициатор проекта), К. К. Неллис, М. И. Томилин, А. В. и И. В. Черепенниковы, Я. Н. Иванов.
Вместе с Дмитриевым строительством руководил его зять, Л. М. Харламов. Торжественное открытие состоялось 19 февраля 1913 года.
Здание Г-образное в плане; в просторном дворе планировалось построить одноэтажный флигель, но этот план не был реализован. Зальные помещения находятся в вытянутом вглубь западном корпусе (левый ризалит со стороны главного фасада). Это звено выделено тройными высокими окнами, лопатками-пилонами и щипцом фронтона. Объём зрительного зала на 577 мест с балконом и глубокой сценой вынесен во двор. Над вестибюлем и фойе был сделан музейный зал, а выше — двусветный спортивный зал с балконом. Лицевой корпус был по большей части занят классами и кабинетами, в том числе химической лабораторией, рисовальным классом, читальней. Среди арендаторов здания был рабочий театр П. П. Сазонова. Интерьеры были строгими, непарадными.
Н. В. Дмитриев сам разработал проект и был автором земельного участка. Чертежи были подписаны им 18 сентября, Городская управа выдала одобрение 8 октября, Техническое совещательное присутствие — 13 декабря 1911 года. При строительстве проект был изменён в сторону усложнения: был добавлен балкон, рельефные фигуры юноши и девушки, надпись на верхней части ризалита «Дом просветительных учреждений в память 19 февраля 1861 года», облицованный белой плиткой картуш с маскароном и рогами изобилия, дробные парные окна лицевого фасада были заменены на всех этажах, кроме четвёртого, крупными проёмами. На простенки были добавлены выложенные белым кирпичом лопатки, завершающиеся вазонами с гирляндами, сверху проходит горизонтальный пояс с такой же облицовкой. Здание оштукатурено терразитовой штукатуркой. Окно аттика восьмиугольное.
Фигуры юноши и девушки на фасаде были утрачены в 1980-х годах, также была утрачена надпись. Здание было частично перепланировано.
До 2014 года здание занимал Дом культуры им. А. Д. Цюрупы (на репточке которого, «АДе Цурюпы», репетировали «Аквариум» и «Кино», и часть помещений которого арендовал гей-клуб «Кабаре»), в 2014—2015 годах здание было переоборудовано под Торгово-развлекательный центр XII+.
В мае 2024 года было решено отреставрировать фасады здания.